# Srétensk
Srétensk (rus: Сре́тенск) és una ciutat del krai de Zabaikàlie, a Rússia. Es troba a la vora dreta del riu Xilka, a la conca de l'Amur. És a 84 km a l'est de Nértxinsk, a 290 km a l'est de Txità i a 4.958 de Moscou.

## Geografia

### Clima
| Paràmetres climàtics mitjans de Srétensk | Paràmetres climàtics mitjans de Srétensk | Paràmetres climàtics mitjans de Srétensk | Paràmetres climàtics mitjans de Srétensk | Paràmetres climàtics mitjans de Srétensk | Paràmetres climàtics mitjans de Srétensk | Paràmetres climàtics mitjans de Srétensk | Paràmetres climàtics mitjans de Srétensk | Paràmetres climàtics mitjans de Srétensk | Paràmetres climàtics mitjans de Srétensk | Paràmetres climàtics mitjans de Srétensk | Paràmetres climàtics mitjans de Srétensk | Paràmetres climàtics mitjans de Srétensk | Paràmetres climàtics mitjans de Srétensk |
| Mes                                      | Gen.                                     | Feb.                                     | Mar.                                     | Abr.                                     | Mai.                                     | Jun.                                     | Jul.                                     | Ago.                                     | Set.                                     | Oct.                                     | Nov.                                     | Des.                                     | Anual                                    |
| ---------------------------------------- | ---------------------------------------- | ---------------------------------------- | ---------------------------------------- | ---------------------------------------- | ---------------------------------------- | ---------------------------------------- | ---------------------------------------- | ---------------------------------------- | ---------------------------------------- | ---------------------------------------- | ---------------------------------------- | ---------------------------------------- | ---------------------------------------- |
| Temperatura màxima registrada °C (°F)    | −2,7 (27,1)                              | 2,2 (36)                                 | 18,4 (65,1)                              | 31,7 (89,1)                              | 34,3 (93,7)                              | 41,3 (106,3)                             | 38,5 (101,3)                             | 36,7 (98,1)                              | 31,7 (89,1)                              | 26,7 (80,1)                              | 11,7 (53,1)                              | 1,9 (35,4)                               | 41,3 (106,3)                             |
| Temperatura mínima registrada °C (°F)    | −48,5 (−55,3)                            | −48,6 (−55,5)                            | −36,6 (−33,9)                            | −23,9 (−11)                              | −9,7 (14,5)                              | −3,0 (26,6)                              | 3,2 (37,8)                               | −2,6 (27,3)                              | −12,5 (9,5)                              | −24,2 (−11,6)                            | −39,8 (−39,6)                            | −46,7 (−52,1)                            | −48,6 (−55,5)                            |
| Temperatura diària màxima °C (°F)        | −21,5 (−6,7)                             | −13,3 (8,1)                              | −2,3 (27,9)                              | 9,3 (48,7)                               | 18,3 (64,9)                              | 24,5 (76,1)                              | 26,1 (79)                                | 23,5 (74,3)                              | 16,6 (61,9)                              | 6,5 (43,7)                               | −8,3 (17,1)                              | −19,8 (−3,6)                             | 5,0 (41)                                 |
| Temperatura diària mínima °C (°F)        | −33,7 (−28,7)                            | −29,2 (−20,6)                            | −18,8 (−1,8)                             | −5,3 (22,5)                              | 2,2 (36)                                 | 9,3 (48,7)                               | 13,0 (55,4)                              | 10,9 (51,6)                              | 2,7 (36,9)                               | −6,9 (19,6)                              | −20,7 (−5,3)                             | −30,9 (−23,6)                            | −8,9 (16)                                |
| Precipitació total mm (polzades)         | 3,9 (0,2)                                | 3,2 (0,1)                                | 4,2 (0,2)                                | 11,9 (0,5)                               | 33,9 (1,3)                               | 63,9 (2,5)                               | 96,0 (3,8)                               | 86,5 (3,4)                               | 44,0 (1,7)                               | 12,8 (0,5)                               | 9,0 (0,4)                                | 9,6 (0,4)                                | 378,9 (14,9)                             |
| Font: Сретенск погода                    |                                          |                                          |                                          |                                          |                                          |                                          |                                          |                                          |                                          |                                          |                                          |                                          |                                          |